# 法姆維爾 (北卡羅萊納州)
法姆維爾（英語：Farmville）是一個位於美國北卡羅萊納州皮特縣的城鎮。

## 人口
根據2020年美國人口普查的數據，法姆維爾的面積為8.30平方千米，皆為陸地。當地共有人口4461人，而人口密度為每平方千米537人。